# زن برای فروش
زن برای فروش، سریالی است به کارگردانی نیل تال ، محصول سال ۲۰۰۵ میلادی که به بررسی پدیده انتقال زنان روسی به اسرائیل برای تن‌فروشی می‌پردازد. تن‌فروشی در اسرائیل مجاز است.

## خلاصه داستان فیلم
در دوران پس از پرسترویکا در روسیه، بسیاری از زنان جوان به دلیل سختی‌هایی که در کشور خود متحمل می‌شدند به کار در خارج از کشور رانده شدند. اسرائیل یکی از کشورهایی است که به آن مهاجرت می‌کنند و به عنوان فاحشه کار می‌کنند، برخی قاچاق می‌شوند و برخی در نهایت به زندان یا تبعید می‌روند. فیلم «زن برای فروش» زندگی این زنان را به شیوه‌ای دلسوزانه و بدون قضاوت بررسی می‌کند. این فیلم شامل مصاحبه با زنان است. این فیلم همچنین به بررسی نقش دین در زندگی زنان نیز می‌پردازد.